# Joseph R. Brennan
Joseph R. Brennan (* 15. November 1900 in Brooklyn, New York; † 10. Mai 1989 in New York) war ein US-amerikanischer Basketballspieler, der in 17 Jahren als Profi zu den besten Spielern der frühen US-Ligen dieses Sports gezählt wurde. Brennan war zwischen 1919 und 1936 als Athlet für mindestens sechs Mannschaften in vier verschiedenen Ligen aktiv, teilweise gleichzeitig. Er errang verschiedene Meistertitel sowie Auszeichnungen als bester Korbjäger. 1975 wurde Brennan für seine Karriereleistung in die Naismith Memorial Basketball Hall of Fame aufgenommen.

## Karriere
Joseph R. Brennan wechselte im Jahr 1919 direkt von der High School zu einem Profiteam. Der Mannschaft der Brooklyn Visitations blieb er zeit seiner Karriere treu und spielte dort durchgängig bis 1936. Mit den Visitations gewann er drei Mal die Meisterschaft der American Basketball League, 1929 sowie 1931 und 1935. In der Metropolitan Basketball League, in der die Visitations vor 1927 antraten, wurde Brennan als Leistungsträger der Mannschaft 1922 bester Korbjäger der Saison.
Nach seinem Rücktritt vom aktiven Sport 1936 wechselte Brennan als Trainer zu Collegemannschaften. Wie als Spieler gelang es ihm auch als Trainer, jede Spielzeit seiner Karriere mit einer positiven Bilanz von Siegen zu Niederlagen zu beenden. Seine erfolgreichste Zeit als Trainer erlebte Brennan von 1941 bis 1948 am St. Francis College. In sieben Jahren führte er die Mannschaft zu einer Gesamtbilanz von 96 Siegen bei 46 Niederlagen.

## Sonstiges
Ein Höhepunkt in Brennans Spielerkarriere war ein Sieg der Brooklyn Visitations gegen die Original Celtics im Jahr 1925. Zu dieser Zeit galten die Celtics als nahezu unbezwingbar und Brennan verzeichnete in der Partie den entscheidenden Korberfolg zu Spielende.
Bereits während seiner Spielerlaufbahn war Brennan nebenberuflich als Bankkaufmann tätig. Nach seiner Trainerkarriere wurde er Direktor einer Bank in Brooklyn.